# Course description metadata
Pour les articles homonymes, voir CDM.
Le CDM (Course Description Metadata) est une initiative vers la normalisation à l'échelle européenne de la description des offres de formation des établissements d'enseignement supérieur.

## Historique et enjeux
Le réseau Norway Opening University en Norvège a développé en 2001 , un vocabulaire XML destiné à présenter les offres de formation sous un format exploitable techniquement. Ce vocabulaire a été baptisé Course Description Metadata (CDM). L’objectif de ce travail est de proposer un standard d’échange des données sur l’offre de formation entre les établissements d’enseignement supérieur européen. 
Cette initiative portée par l’université ouverte de Norvège a été soutenue par la commission européenne dans le cadre d'un projet SOCRATES Erasmus. 
L’enjeu principal de la structuration de l’offre de formation est de positionner les offres nationales dans un cadre européen en respectant les recommandations de la commission européenne afin que les étudiants disposent d’un large choix. L’enjeu secondaire est de permettre l’échange d’informations entre établissements par l’adhésion à une recommandation commune : le profil français de CDM-fr permettant de communiquer et d’échanger avec les systèmes d’information existants. Ce formalisme facilitera également l'exploitation de ces données par la communauté travaillant dans le secteur de l'orientation, de la certification et de la formation dans le cadre de la formation tout au long de la vie.

## CDM-Fr
Le CDM-Fr est la déclinaison française de ce standard, applicable aux formations de l'enseignement supérieur français, en formation initiale ou continue.
Depuis juillet 2011, le format CDM-Fr a été adopté par la Direction Générale de l’Enseignement Supérieur et de l'insertion professionnelle (DGESIP) pour décrire les caractéristiques des formations LMD homologuées par le ministère.
La version actuelle du profil français repose sur le schéma CD. Utilisant les balises originales du schéma CDM, il ne requiert aucun complément. Il fournit une explication en français du contenu des balises et de leur utilisation. 
Le CDM-fr permet ainsi de présenter : 
- le programme d'études ;
- les unités d'enseignement ;
- l'établissement responsable de l'organisation et du déroulement des programmes d'études et des cours ;
- les acteurs qui interviennent dans la gestion, l'organisation et le déroulement des programmes d'études et des cours
- les informations liées à l'habilitation de la formation par le MSER

Les informations présentant les programmes d'études de façon structurée et homogène sont saisies dans les établissements ou sont extraites de leur système d'information. Elles peuvent alors être diffusées par les établissements et être publiées sur des supports variés (XML, HTML, PDF...).

## Standardisation européenne
En 2008, Le Comité européen de normalisation (CEN/TC 353) a initié un nouveau projet pour la description des offres de formation, passé en 2011 en norme européenne CEN EN 15982 : Metadata for Learning Opportunities (MLO) : Advertising (Opportunités pour apprendre : publicités).
Cette norme s'est développée à partir des pratiques et normes développées dans différents pays européens (CDM, EMIL en Suède, XCRI en UK, PAS1068 en Allemagne.